# Simfonia numărul 25 (Mozart)
Simfonia numărul 25 în sol minor, K. 183/173 dB, a fost scrisă de Wolfgang Amadeus Mozart la vârsta de 17 ani, în octombrie 1773, la scurt timp după succesul operei seria Lucio Silla. Se presupune că a fost terminată la Salzburg, la data de 5 octombrie, la doar două zile după terminarea Simfoniei numărul 24, deși acest lucru rămâne incert. Prima parte a acestei simfonii este cunoscută ca fiind muzica de deschidere a filmului Amadeus  de Miloš Forman
Aceasta este una dintre cele două simfonii pe care Mozart le-a compus în sol minor, uneori fiind denumită „mica simfonie în sol minor”. Cealaltă simfonie este Simfonia numărul 40.

## Părțile lucrării
Simfonia este concepută într-o formă clasică:

1. Allegro con brio, 4/4 în sol minor
2. Andante, 2/4 în Mi bemol major
3. Menuetto & Trio, 3/4 în sol minor, Trio în Sol major
4. Allegro, 4/4 în sol minor

Simfonia este scrisă pentru 2 oboi, 2 fagoți, 4 corni francezi și instrumente cu coarde.

### Prima parte
Audio playback is not supported in your browser. You can download the audio file.

### A doua parte
Audio playback is not supported in your browser. You can download the audio file.

## Stil și influențe
Având linii melodice cu salturi mari și ritm sincopat, această simfonie este caracteristică curentului  Sturm und Drang. Totodată, se pot găsi asemănări cu alte simfonii ale curentului Sturm und Drang din acea perioadă, fiind probabil inspirată de Simfonia numărul 39 în sol minor a lui Joseph Haydn.

## Interpretări
Simfonia numărul 25 a fost interpretată în Statele Unite ale Americii de către Boston Symphony Orchestra la data de 27 octombrie 1899, fiind dirijată de Wilhelm Gericke. Aceasta nu a mai fost interpretată în Statele Unite până în anul 1937, când a fost readusă în lumină pentru programul Sinfonietta al dirijorului Alfred Wallenstein.  John Barbirolli și New York Philharmonic au interpretat-o din nou în 1941 ca parte a programului de centenar.